# Santa Bárbara de Padrões
Pour les articles homonymes, voir Santa Bárbara.
Santa Bárbara de Padrões est une paroisse civile portugaise (en portugais : freguesia) de la municipalité de Castro Verde dans le district de Beja.

## Démographie
Lors du recensement de 2021, Santa Bárbara de Padrões compte 731 habitants.